# Mariareuterella baeckmanae
Mariareuterella baeckmanae är en plattmaskart som först beskrevs av Timoshkin OA 1986.  Mariareuterella baeckmanae ingår i släktet Mariareuterella och familjen Rhynchokarlingiidae. Inga underarter finns listade i Catalogue of Life.